# Jakob Johannes
Jakob Johannes (* 20. November 1877 in Saarbrücken; † 20. Oktober 1919 ebenda) war ein deutscher Eisenbahnschlosser. Er wurde 1919 in der Zeit der französischen Verwaltung im Namen des Völkerbunds
von den französischen Behörden wegen illegalen Waffenbesitzes hingerichtet und dadurch zur Symbolfigur der Saarabstimmung 1935.

## Leben
Jakob Johannes war gelernter Schlosser und arbeitete in der Eisenbahnwerkstätte Burbach. Am 7. Oktober 1919 besuchte er eine Gaststätte in Saarbrücken. Der genaue Verlauf des Abends ist heute nicht mehr recherchierbar. Nach Darstellung der Halbmonatsschrift Saarfreund habe einer der anwesenden Gäste einen Revolver dabei gehabt und diesen den anwesenden Gästen gezeigt. Dabei habe sich ein Schuss gelöst. Als eine französische Militärstreife die Gaststätte betrat, fanden sie Jakob Johannes vor, der die Waffe jedoch lediglich vom Boden aufgehoben habe. Die restlichen Gäste waren geflohen. Johannes wurde festgenommen und bereits am 8. Oktober 1919 von einem französischen Militärgericht zum Tode verurteilt. Es gab Zweifel an der Darstellung und man bat um eine Aufhebung des Urteils durch die Regierung in Paris, doch am 20. Oktober 1919 wurde schließlich die standrechtliche Erschießung angeordnet, die noch am gleichen Tag in der Siebziger Kaserne in Saarbrücken vollstreckt wurde. Er wurde auf dem Hauptfriedhof Saarbrücken bestattet.

## Bewertung
Die Umstände seines Todes ließen Kritik an der französischen Besetzung laut werden. Das Urteil wurde als willkürlich angesehen. Johannes war nicht der einzige Fall, insgesamt wurden zwischen 1918 und 1924 17 Menschen Opfer der französischen Militärpolizei. Dadurch wurde Johannes zu einer Symbolfigur im Abstimmungskampf 1935. Am 1. November 1933 wurde sein Grab als Ehrengrab ausgezeichnet. Diesen Status hat es bis heute. Der Dramaturg Willi Schäferdiek widmete ihm ein Hörspiel und Hans Franck die NS-Propaganda-Erzählung Jakob Johannes. Der Opfergang eines Saardeutschen.
Ihm zu Ehren wurden von den Nationalsozialisten mehrere Straßen, vor allem im ehemaligen Saargebiet, benannt. Unter anderem die heutige Gutenbergstraße im Völklinger Stadtteil Fürstenhausen und in Neunkirchen die Johannesstraße (heute und ursprünglich nach dem ersten Einwohner Johann Henrich Fried benannt) wurden in Jakob-Johannes-Straße umbenannt. 1940/41 wurde die heutige Moselstraße in Rohrbach in „Jakob-Johannes-Weg“ umbenannt. Die Benennungen hatten bis 1945 Bestand.
Jakob Johannes wurde zur antifranzösischen Symbolfigur im Saarabstimmungskampf stilisiert („Schlageter Saarbrückens“ bzw. „Schlageter des Saargebietes“), 1935 Umbenennung der Breite Straße in Malstatt in „Jakob-Johannes-Straße“ (bis 1945), Die Stadt Saarbrücken unterhält seit dem 1. November 1933 bis heute ein „Ehrengrab“ für Jakob Johannes auf dem Saarbrücker Hauptfriedhof (Grabstätte in Feld 4) und führt ihn als „Verdiente Persönlichkeit“ der Stadt. Reliefs mit einem Schwert im Siegeskranz und einer geknickten gesenkten Fackel im Siegeskranz schmücken als Reliefs seine Grabstätte. Die Glorifizierung von Jakob Johannes war maßgeblich durch den Wirt des alten Saarbrücker Hofbräuhauses, Mathias Biehler, initiiert worden. Biehler hatte sich nach eigenen Aussagen bei Joseph Louis Marie Andlauer, dem damaligen Chef der französischen Militärverwaltung im Saargebiet („Administrateur supérieur de la Sarre“) für den verurteilten Johannes eingesetzt. Andlauer habe ihn an das Kriegsministerium in Paris verwiesen, das allerdings ein Gnadengesuch abgelehnt habe. In mehreren Zeitungsartikeln wurde nach der Hinrichtung von Jakob Johannes von Biehler auf den seiner Darstellung nach „verabscheuungswürdigen verbrecherischen Mord der französischen Militärs“ hingewiesen. Einem größeren Publikum wurde der Fall Jakob Johannes erst aber durch die Saarkundgebung „Heimkehr des Saarlandes“ am Niederwalddenkmal am 28. August 1933 mit Adolf Hitler als Hauptredner bekannt. Nun folgten propagandistische Schilderungen des Falles in mehreren Pressepublikationen. Der gleichgeschaltete Westdeutsche Rundfunk Köln sendete diesbezüglich ein Hörspiel des Dramaturgen Willi Schäferdiek, der später seit dem Jahr 1937 beim Reichssender Saarbrücken tätig war. Biehler bat Gauleiter Josef Bürckel am 11. April 1935 um die Schaffung eines Denkmals für Jakob Johannes. Allerdings wurde das erbetene Denkmal von Bürckel bereits auf eine projektierte Gedenktafel an der Malstatter Gaststätte „Zur Erholung“ reduziert und im Jahr 1939 das Projekt kriegsbedingt zurückgestellt. Das erste Grabmal für Jakob Johannes wurde von seinen Arbeitskollegen im Jahr 1920 errichtet. In Anbetracht der französischen Besatzung des Saargebietes wurde in der ersten Grabinschrift von einem „tragischen ums Leben Kommen“ des Jakob Johannes gesprochen. Laut Bericht des städtischen Gartenamtes war das Grab sogar schon seit dem Jahr 1931 in Dauerpflege aus städtischen Mitteln. Im Juni 1937 wurde auf Kosten der Stadt der Sockel des Grabmales erhöht und die Inschrift des Grabsteines lautete nun in bronzenen Lettern: HIER RUHT / JAKOB JOHANNES / DAS FRANZÖSISCHE / KRIEGSGERICHT VER- / URTEILTE IHN, OBWOHL / UNSCHULDIG, WIDER- / RECHTLICH ZUM TODE. / ER STARB FÜR DEUTSCH- / LAND AM 20. 10. 1919. Ebenfalls wurde eine Treppenanlage zum Grabmal hin geschaffen. Nach dem Zweiten Weltkrieg wurde die Inschrift bis auf den Namen, wohl auf Veranlassung der französischen Militärregierung, wieder entfernt. Die Spuren der Entfernung sind im heutigen Grabstein sichtbar. Die Jakob-Johannes-Straße in Malstatt wurde wieder in Breite Straße umbenannt.